# Urraca di Castiglia (regina del Portogallo)
Urraca Alfonso di Castiglia (Urraca anche in spagnolo, in asturiano, in aragonese, in portoghese, in galiziano, in latino e in catalano e Urraka in basco; 1186 – Coimbra, 3 novembre 1220) fu una principessa di Castiglia, divenuta poi regina consorte del Portogallo nel 1211.

## Origini
Urraca, secondo la Cronaca di Alberico delle Tre Fontane (Urraca regina Portugalie) era la figlia del re di Castiglia, Alfonso VIII e di Eleonora Plantageneta, figlia del re d'Inghilterra Enrico II e di sua moglie la duchessa d'Aquitania Eleonora, ex regina di Francia. 

Alfonso VIII era figlio del re di Castiglia Sancho III e della moglie Bianca di Navarra (1137-1156), come risulta dal documento n° 4190 del Recueil des chartes de l'abbaye de Cluny. Tome 5 (Rex Sancius…domni Adefonsi imperatoris Hyspanie filius....pro remedio…mulieris mee…regine domne Blanche quam in Jagarensi ecclesia sepelire feci).

## Biografia
Le cronache di Alberico delle Tre Fontane citano Urraca come una delle cinque sorelle di Enrico I di Castiglia, specificando che Urraca divenne regina del Portogallo.
Secondo il cronista Rodrigo Jiménez de Rada, nel suo De Rebus Hispaniæ, nel 1206 Urraca sposò l'erede al trono del Portogallo, Alfonso, che, secondo il Nobiliario del Conde de Barcelos Don Pedro, Hijo del Rey Don Dionisio, era il figlio maschio secondogenito del re del Portogallo Sancho I e di Dolce di Barcellona (1160-1198), che secondo la Corónicas" Navarras, era figlia del conte di Barcellona Raimondo Berengario IV e della regina di Aragona Petronilla.

Varie cronache riportano anche che, dapprima considerata come possibile moglie per Luigi VIII di Francia, Urraca venne scartata in favore della sorella Bianca a causa del suo nome, "Urraca", che sarebbe suonato male alle orecchie dei francesi.
Suo marito, Alfonso divenne re nel 1212, alla morte del padre Sancho I, che morì a Coimbra, il 26 marzo del 1212, e a Coimbra fu tumulato nel monastero della Santa Croce, dove erano già stati tumulati i suoi genitori, come riporta il Roderici Toletani Archiepiscopi De Rebus Hispaniæ, .

 Alla regina Urraca spettò la signoria della città di Torres Vedras e Óbidos, come riportato dal Diccionario biográfico español, Real Academia de la Historia.

Subito dopo essere saliti al trono Urraca e Alfonso II fecero una donazione (Alphonsus filius regis D. Sancii et Reginæ D. Dulciæ et nepos regis D. Alphonsi una cum uxore mea regina D. Urraca et filio meo Infante D. Sancio).
Nel 1214, Urraca temendo di morire redasse un testamento (Ego Regina Portugáliiæ Dona Urraca timens dié mortis meãs fatio teuamentum) in cui lasciava tutti i suoi possedimenti al marito e stabiliva alcuni lasciti.
Nel 1217, assieme al marito (Alphonsus Dei Gratia Portugaliæ Rex una cum uxore mea Regina D. Urraca) garantì alcune proprietà a Gonzalo Gomes.
Urraca morì a Coimbra il 3 novembre del 1220 e fu tumulata nel monastero di Santa Maria di Cós ad Alcobaça, dove dopo circa due anni fu raggiunta dal marito. come riporta il Breve Chronicon Alcobacense.

## Figli
Urraca ad Alfonso diede cinque figli:
- Sancho (1207-1248), re del Portogallo[7].
- Alfonso (1210-1279), re del Portogallo[7].
- Eleonora (1211-1231), come riportano gli Annales Ryenses sposò nel 1229 Valdemaro il Giovane (1209-1231), co-regnante con il padre, Valdemaro II di Danimarca[21].
- Ferrante (1217-1246), signore di Serpa e Lamego, nel 1242 sposò Sancha Fernandez di Lara[7] da cui ebbe una figlia:
  - Eleonora del Portogallo (1244-?) di cui si hanno scarse notizie, ma che secondo il Roderici Toletani Archiepiscopi De Rebus Hispaniæ sposò un re di Danimarca al quale non diede figli[7].
- Vicente (1219 - morto giovane), sepolto nel monastero di Alcobaça[18].

## Ascendenza
|                           |                    |                              | Genitori                              |  |  | Nonni |  |  | Bisnonni            |  |  | Trisnonni            |  |
|                           |                    |                              |                                       |  |  |       |  |  | Alfonso VII di León |  |  | Raimondo di Borgogna |  |
|                           |                    |                              |                                       |  |  |       |  |  | Alfonso VII di León |  |  | Raimondo di Borgogna |  |
|                           |                    | Urraca di Castiglia          |                                       |  |  |       |  |  | Alfonso VII di León |  |  |                      |  |
| Sancho III di Castiglia   |                    |                              |                                       |  |  |       |  |  | Alfonso VII di León |  |  |                      |  |
|                           |                    | Berengaria di Barcellona     | Raimondo Berengario III di Barcellona |  |  |       |  |  |                     |  |  |                      |  |
|                           |                    | Berengaria di Barcellona     | Raimondo Berengario III di Barcellona |  |  |       |  |  |                     |  |  |                      |  |
|                           |                    | Berengaria di Barcellona     | Dolce I di Provenza                   |  |  |       |  |  |                     |  |  |                      |  |
| Alfonso VIII di Castiglia |                    | Berengaria di Barcellona     |                                       |  |  |       |  |  |                     |  |  |                      |  |
|                           |                    | García IV Ramírez di Navarra | Ramiro Sánchez di Monzón              |  |  |       |  |  |                     |  |  |                      |  |
|                           |                    | García IV Ramírez di Navarra | Ramiro Sánchez di Monzón              |  |  |       |  |  |                     |  |  |                      |  |
|                           |                    | García IV Ramírez di Navarra | Cristina Rodriguez                    |  |  |       |  |  |                     |  |  |                      |  |
| Bianca Garcés di Navarra  |                    | García IV Ramírez di Navarra |                                       |  |  |       |  |  |                     |  |  |                      |  |
|                           |                    | Marguerite de l'Aigle        | Gilbert de l'Aigle                    |  |  |       |  |  |                     |  |  |                      |  |
|                           |                    | Marguerite de l'Aigle        | Gilbert de l'Aigle                    |  |  |       |  |  |                     |  |  |                      |  |
|                           |                    | Marguerite de l'Aigle        | Juliette du Perche                    |  |  |       |  |  |                     |  |  |                      |  |
| Urraca di Castiglia       |                    | Marguerite de l'Aigle        |                                       |  |  |       |  |  |                     |  |  |                      |  |
|                           | Goffredo V d'Angiò | Folco V d'Angiò              |                                       |  |  |       |  |  |                     |  |  |                      |  |
|                           | Goffredo V d'Angiò | Folco V d'Angiò              |                                       |  |  |       |  |  |                     |  |  |                      |  |
|                           | Goffredo V d'Angiò | Eremburga del Maine          |                                       |  |  |       |  |  |                     |  |  |                      |  |
| Enrico II d'Inghilterra   | Goffredo V d'Angiò |                              |                                       |  |  |       |  |  |                     |  |  |                      |  |
|                           |                    | Matilda d'Inghilterra        | Enrico I d'Inghilterra                |  |  |       |  |  |                     |  |  |                      |  |
|                           |                    | Matilda d'Inghilterra        | Enrico I d'Inghilterra                |  |  |       |  |  |                     |  |  |                      |  |
|                           |                    | Matilda d'Inghilterra        | Matilde di Scozia                     |  |  |       |  |  |                     |  |  |                      |  |
| Eleonora d'Inghilterra    |                    | Matilda d'Inghilterra        |                                       |  |  |       |  |  |                     |  |  |                      |  |
|                           |                    | Guglielmo X di Aquitania     | Guglielmo IX d'Aquitania              |  |  |       |  |  |                     |  |  |                      |  |
|                           |                    | Guglielmo X di Aquitania     | Guglielmo IX d'Aquitania              |  |  |       |  |  |                     |  |  |                      |  |
|                           |                    | Guglielmo X di Aquitania     | Filippa di Tolosa                     |  |  |       |  |  |                     |  |  |                      |  |
| Eleonora d'Aquitania      |                    | Guglielmo X di Aquitania     |                                       |  |  |       |  |  |                     |  |  |                      |  |
|                           |                    | Aénor di Châtellerault       | Aimery I, Visconte di Châtellerault   |  |  |       |  |  |                     |  |  |                      |  |
|                           |                    | Aénor di Châtellerault       | Aimery I, Visconte di Châtellerault   |  |  |       |  |  |                     |  |  |                      |  |
|                           |                    | Aénor di Châtellerault       | Dangereuse de l'Isle Bouchard         |  |  |       |  |  |                     |  |  |                      |  |
|                           |                    | Aénor di Châtellerault       |                                       |  |  |       |  |  |                     |  |  |                      |  |

### Fonti primarie
- (LA)  Monumenta Germaniae Historica, Scriptores, tomus XVI.
- (LA)  Provas da Historia Genealogica da Casa Real Portugueza (Lisbon), Tomo I.
- (LA)  Recueil des historiens des Gaules et de la France. Tome 12
- (LA)  #ES España sagrada, Volume 23.
- (ES)  Corónicas" Navarras.

### Letteratura storiografica
- Edgar Prestage, Il Portogallo nel Medioevo, in L'autunno del Medioevo e la nascita del mondo moderno, collana «Storia del mondo medievale», VII volume, 1999  [1981],  pp. 576-610, SBN CSA0112609.
- (ES)  Nobiliario del Conde de Barcelos Don Pedro, Hijo del Rey Don Dionisio.
- (PT)  #ES Chronica Breve do Archivo Nacional, Portugaliæ Monumenta Historica, Scriptores, Vol. I